# 永定站
永定站，位于中华人民共和国福建省龙岩市永定区凤城街道，是漳龙铁路中梅坎铁路上的火车站，建于2000年，由中国铁路南昌局集团龙岩车务段管辖。
车站正线有四条股道，四道为货物线。有两个低站台，一个货物站台，设有货物仓库及露天货场、龙门吊。客运办理旅客乘降。货运办理大宗货物到发，零担货物到发（批量零散货物快运）。

## 旅客列车目的地
截至2025年7月，只有1班旅客列车在本站停靠，是昆明开往厦门北的K232次。

## 車站周邊
- 永定区水文局
- 永定区交通局
- 中国邮政永定区邮政局
- 中国移动龙凤营业厅
- 中国电信东门营业厅
- 永定区实验小学
- 永定区林业局
- 农村商业银行西溪信用社
- 永定区科学技术局

## 歷史
- 2000年10月1日开通货运，2001年3月1日开通客运。曾开行过福州-深圳（K635/6/7次8）、福州-南宁（后为厦门-南宁，通过不办理客运业务）（1231/2/3/4次）、漳平-仙师（8155/6/7/8次）列车、上海南-深圳西（K197/8/9/200次）。14-16年年均发送旅客5万左右。货运以到达饲料、化肥为主，发送货物以石板材为主。